# Balze (Verghereto)
Balze (Le Balze nel dialetto locale) è una delle località turistiche più rinomate dell'Appennino tosco-romagnolo, frazione del comune di Verghereto in provincia di Forlì-Cesena. Incastonato ai piedi di una falesia rocciosa a poca distanza dal Monte Fumaiolo (1 408 metri s.l.m.) e dalle sorgenti del Tevere, il paese (1 091 metri s.l.m.) è situato all'estremo sud della Romagna, sul confine con Toscana e Marche, e in prossimità dell'Umbria. La località è anche una stazione climatica.

## Storia antica

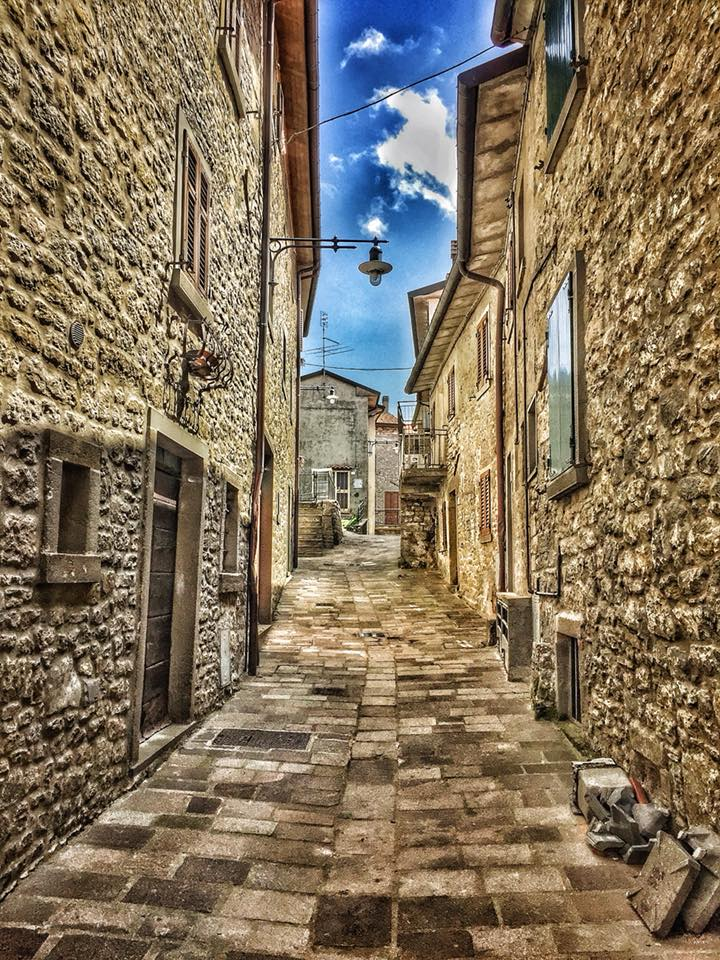
Vicolo del centro storico di Balze

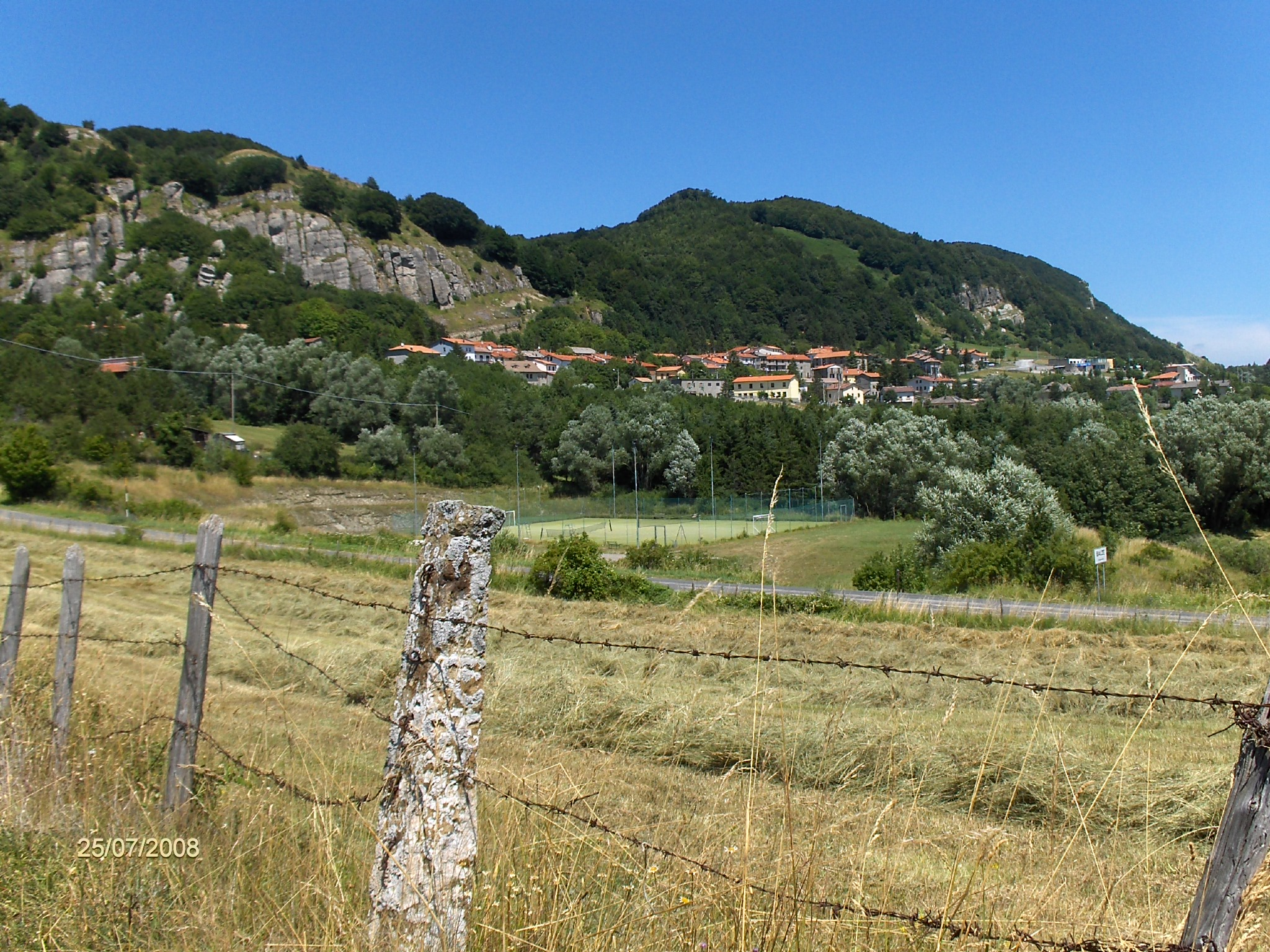
Balze

Il territorio, già frequentato in epoca romana, durante il Medioevo ospitò gli eremiti Sant'Alberico e San Romualdo e vi furono eretti i monasteri della Pieve di Vignola, di Ocri e della Cella. Le prime indicazioni accertate di comunità stabili risalgono al XII secolo, quando piccoli gruppi di pastori e di carbonai iniziarono ad abitare nella zona, ricca di boschi e di pascoli estivi. 

Fonti storiche fanno risalire al 1220 le prime notizie d'archivio sul Castrum Cuotoli, sulla vetta di uno spuntone di roccia ai piedi del monte Fumaiolo e tuttora conosciuto come La Rocca, quando l'imperatore Federico II di Svevia conferma il possesso del castello alla chiesa sarsinate. Il luogo si è sempre trovato nei secoli in zona di confine per la conformazione orografica di quel tratto di Appennino, che fa da spartiacque fra le vallate di tre fiumi che si dipartono in tre diverse direzioni; il Tevere verso sud, il Marecchia (con l'affluente Senatello) verso est e il Savio verso nord. La Rocca era strategica, poiché dalla cima dello spuntone si potevano osservare i passaggi obbligati per chi volesse transitare fra Romagna, Marche (Montefeltro) e Toscana (Casentino), e con una guarnigione armata si garantiva una valida difesa e la riscossione di diritti di passaggio. Oggi dell'antica fortezza rimangono parti del muro della torre di guardia sulla vetta e resti del muro di cinta sotto il costone a est e sud, mentre nel prato verso nord sono identificabili le fondamenta di un edificio abitativo, forse posteriore al castello. In seguito a scavi amatoriali, sul luogo dove sorgeva la torre sono stati rinvenuti diversi reperti d'epoca medievale, tra i quali cocci di vasellame e punte di frecce da balestra (vedi foto), che testimoniano la presenza di una guarnigione militare.

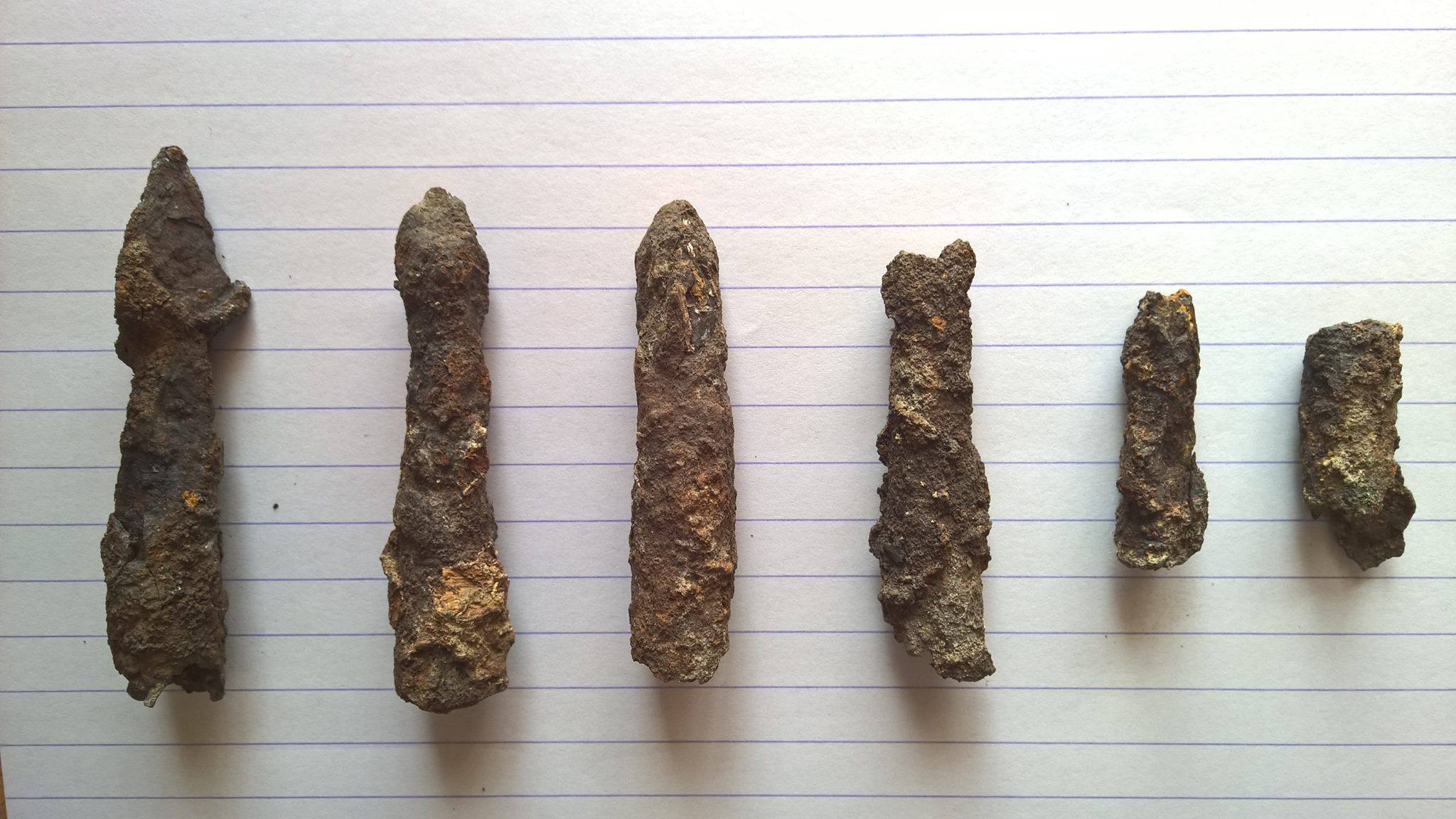
Punte di freccia di balestra rinvenute sul sito dove sorgeva il castello del Cotolo

Nel giugno del 1385, la famiglia degli Ubertini si accomanda al comune di Firenze con alcuni castelli, tra i quali anche il Castrum Cuotoli. Nel 1404 il castello viene espugnato dai soldati fiorentini guidati da Jacopo Salviati e la locale comunità si sottomette a Firenze. Un anno dopo viene istituita la podesteria di Verghereto che includerà anche il Castrum Cuotoli, che successivamente, nel 1415, diverrà castellaneria di terzo grado nel distretto fiorentino. 

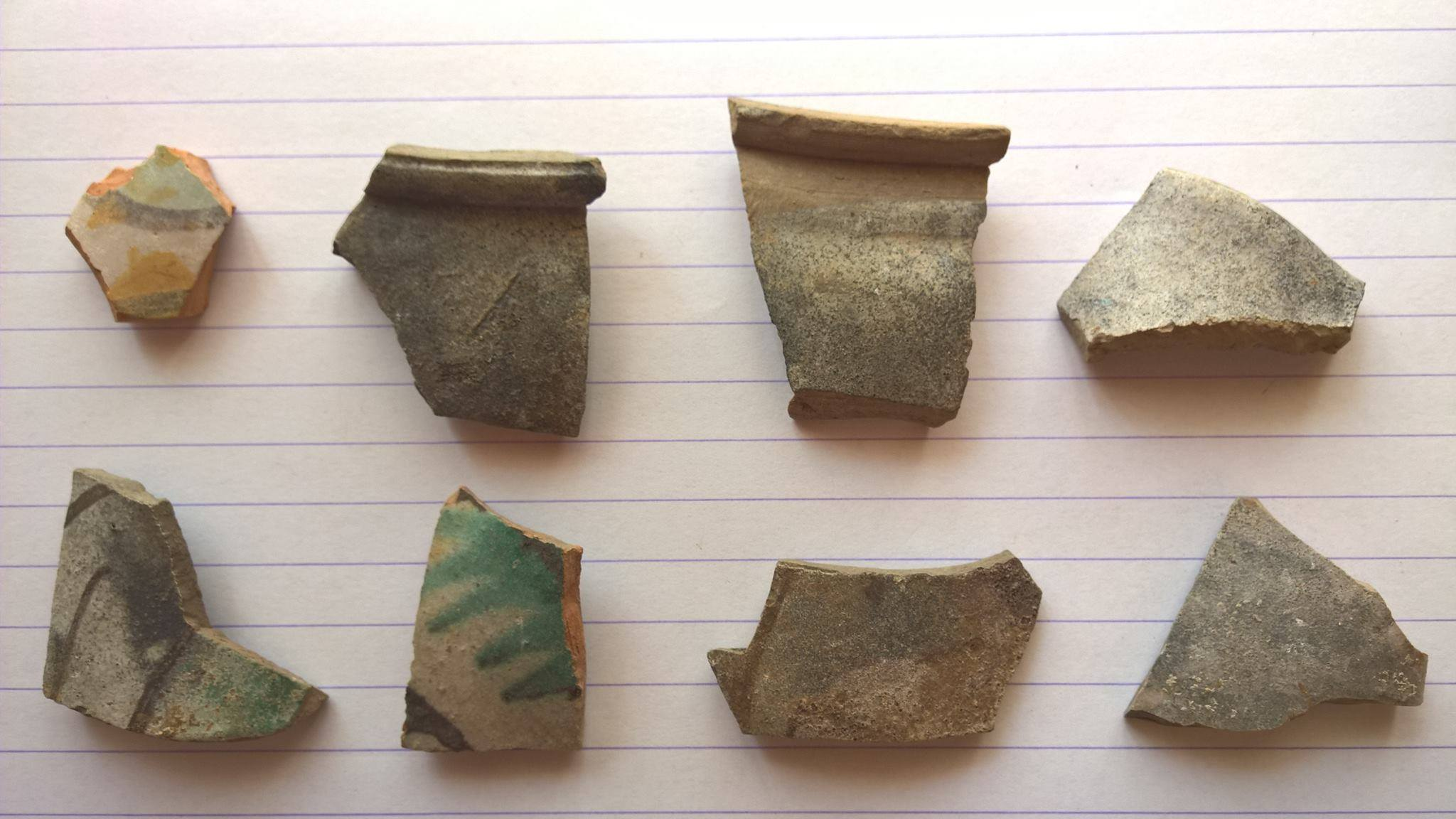
Cocci di vasellame rinvenuti sul sito dove sorgeva il castello del Cotolo

La villa di Balze viene nominata come facente parte della comunità del Cotolo nei documenti notarili riguardanti le competenze territoriali dell’abbazia di Santa Maria del Trivio, fondata nel secolo XI da una famiglia feudale del Casentino (forse i conti di Montedoglio o di Chiusi) nei pressi di Montecoronaro. L’abbazia del Trivio dominò per alcuni secoli il territorio dell’odierno comune di Verghereto e di parte del comune di Pieve Santo Stefano, sotto la protezione militare del Signore della zona, il famoso condottiero Uguccione della Faggiola (nel 1298 Uguccione ricoprì la carica di Vicario dell’abate, mentre il fratello Federico fu nominato abate nel 1308). L’abbazia subì gravi danni nel 1495 ad opera delle truppe veneziane al comando di Guidobaldo da Montefeltro (figlio del Duca Federico da Montefeltro) durante una campagna contro Firenze. Nei secoli successivi l’abbazia perse gradualmente potere ed influenza sul territorio, e nel 1651 tutte le terre di proprietà vennero date in affitto alla famiglia Dezzi di Verghereto.

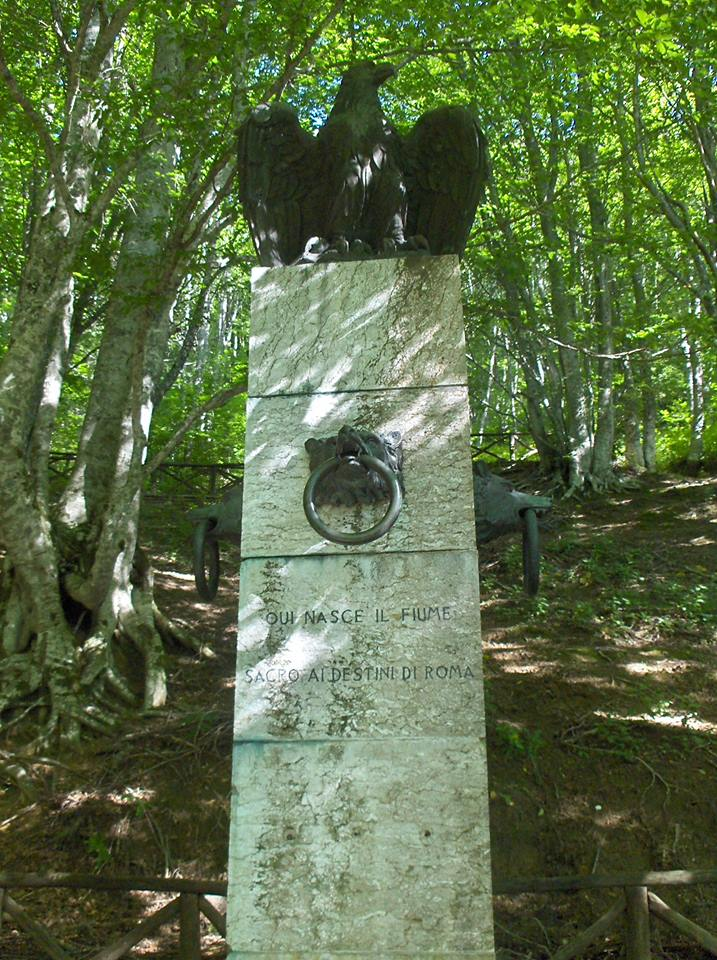
Monumento alla sorgente del Tevere sul monte Fumaiolo

Il convento del Trivio fu soppresso agli inizi del XIX secolo e le terre date in affitto non furono mai riscattate per mancanza di mezzi per sostenere la causa di recupero delle proprietà, che furono così disperse a beneficio dei grandi fittavoli del luogo che ne divennero ufficialmente proprietari. Ancora nella prima metà del ‘900 la famiglia Dezzi era proprietaria di molte terre nei dintorni delle Balze e della Falera. L’ultimo erede della famiglia, Monsignor Francesco Dezzi della Falera (1842-1921), fece dono di gran parte delle sue proprietà alla Parrocchia delle Balze e all’Asilo infantile da lui stesso fondato. L’Asilo fu gestito per alcuni decenni dalle suore dell’ordine di Maria Ausiliatrice.

### Seconda guerra mondiale
Nell’estate del 1944 l’esercito nazista in ritirata, coadiuvato dai militi fascisti della Repubblica di Salò, presidiava in forze l’area intorno al monte Fumaiolo, tra Verghereto e il Montefeltro, a protezione dei lavori di fortificazione della Linea Gotica, l’ultimo baluardo della penisola contro l’avanzata degli alleati da sud. Nella stessa zona le forze partigiane dell’8ª Brigata Garibaldi effettuavano azioni di disturbo allo scopo di sabotare i rifornimenti e rallentare il completamento della stessa Linea Gotica.
Da aprile i tedeschi avevano affidato il compito di contrastare i partigiani agli SS-Standartenführer Karl Bürger e Ernst Hildebrandt, sotto il cui comando operava anche il 4º Battaglione volontari di polizia italo - tedesca, con base a San Piero in Bagno e con diverse compagnie dislocate nei paesi della zona. Una di queste compagnie si stabilì alle Balze di Verghereto; si trattava di un reparto comandato da ufficiali tedeschi, ma composto anche da soldati italiani rimasti fedeli a Mussolini, ma anche da ex prigionieri dei tedeschi arruolatisi nell'esercito della Repubblica Sociale per liberarsi dalla prigionia. Questa compagnia diede prova di inumana spietatezza, con un sistematico ricorso alla tortura e a violenze gratuite, di cui è difficile trovare corrispondenza nella pur dura repressione attuata dai nazi-fascisti nell'Alta Valle del Tevere.  Verso la fine di giugno i partigiani tentarono un attacco al presidio delle Balze, ma senza successo. La reazione dei tedeschi non si fece attendere: nel rastrellamento che ne seguì, nella zona tra le Balze e Casteldelci, vennero incendiati i casolari di Bigotta, Lamone e Montagna, e le truppe si accanirono contro gli abitanti dei luoghi rastrellati. Al termine dell’azione caddero nelle mani dei nazi-fascisti diversi partigiani, ma anche alcuni civili rei di avergli dato rifugio. Alcuni furono fucilati sul posto, come il diciannovenne Giuseppe Pettinari di Pieve Santo Stefano, torturato e fucilato a Lamone di Casteldelci insieme al coetaneo Luigi Lazzarini, di Molino di Bascio, e a Gettulio Marcelli di 21 anni, di Ca Marcelli, e a due partigiani triestini rimasti senza nome. Altri vennero condotti al comando delle Balze per essere ‘interrogati’; tra di essi i fratelli Frè Luigi e Sildo Bimbi di Siena, ufficiali di 24 e 23 anni, Gustavo Bardeschi di 36 anni e Agostino Moroni di 42 anni, entrambi di Badia Tedalda, e il giovane renitente alla leva Giuseppe Casini appena diciannovenne, della Falera.
Quello stesso giorno, dopo avere subito una serie di torture, Bardeschi, Moroni e Casini vennero condotti in un campo a poche centinaia di metri dalle Balze e fucilati. Sul luogo della fucilazione è stata posta una lapide, protetta da una copertura in lamiera ondulata e da un cancelletto in ferro, il tutto a pochi passi da alcuni vecchi alberi di salice, probabili testimoni degli ultimi attimi di vita di Gustavo Bardeschi, di Agostino Moroni e di Giuseppe Casini. I fratelli Bimbi, invece, subirono interrogatori durissimi e torture fino al 12 luglio, giorno in cui vennero fucilati a poca distanza dal paese in direzione del borgo di Senatello. Nel luogo della fucilazione dei fratelli Bimbi, decorati poi con la medaglia d’argento al valor militare, fu costruita una piccola cappella, tuttora oggetto di visite della gente del posto e di scolaresche.

## La chiesetta dell'Apparizione

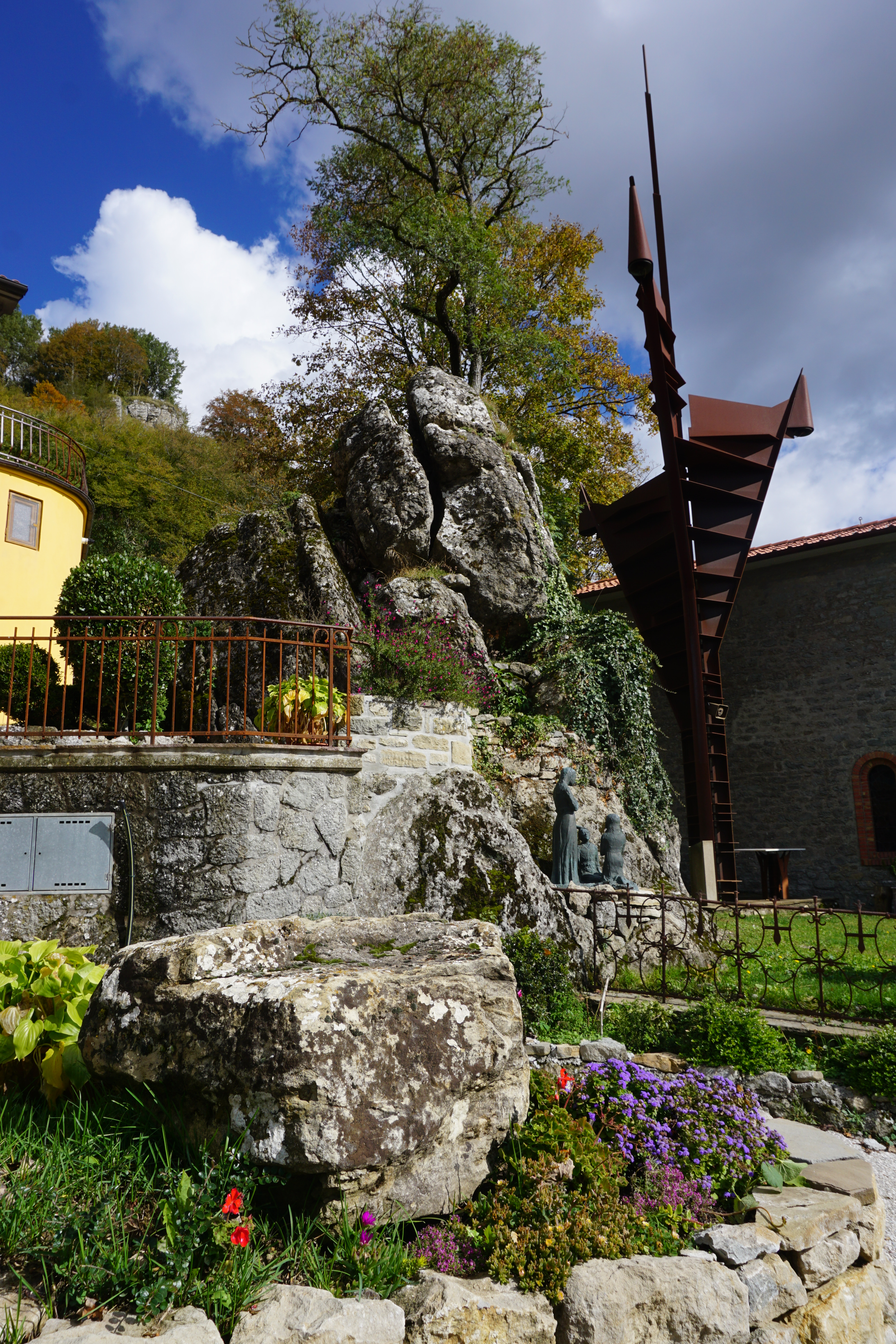
Sasso dell'Apparizione Mariana del 17 luglio 1494

Per volontà di Don Francesco Dezzi, nel 1923 fu fondato l'Asilo infantile di Balze, gestito dalle suore fino agli anni '70 del XX secolo, poi passato in gestione pubblica fino al 2024, quando fu chiuso per mancanza di bambini. L'ex asilo ed ex convento ospita una chiesetta, detta «dell'Apparizione». L'edificio è costruito nel luogo in cui nel 1494 sarebbe avvenuta un'apparizione mariana. La tradizione orale narra la vicenda di due giovani pastorelle, una sordomuta e l'altra cieca, che il 17 luglio del 1494 avrebbero avuto un'apparizione della Vergine sopra una roccia nell'impervia e quasi disabitata località chiamata genericamente "Le Balze", e sarebbero guarite dalle loro menomazioni. La notizia si sparse velocemente e la località, già vicina a diversi monasteri e luoghi di ritiro spirituale, quali Ogre (Ocri), Vignola, Cella e l'Eremo di S. Alberico, divenne meta di pellegrinaggio, tanto che sul luogo dell'apparizione fu costruito nel 1496 un piccolo oratorio dedicato alla Madonna del Sasso. All'interno del santuario si venera una tavola d'altare in terracotta attribuita alla scuola di Benedetto Buglioni, rinomato pittore di fine Quattrocento-inizio Cinquecento. L'apparizione e il miracolo non sono riconosciuti ufficialmente dalla Chiesa, ma da più di cinque secoli il 17 luglio di ogni anno il paese celebra l'evento con un programma religioso e un programma ricreativo.